# 西充県
西充県（せいじゅう-けん）は中華人民共和国四川省南充市に位置する県。

## 地理
西充県は南充市の西北に位置し、県中心は南充市から直線距離で25キロ離れている。 西充県の生態環境は良好であり、気候は温暖で、亜熱帯湿潤気候区に属する。

## 行政区画
下部に2街道、16鎮、5郷を管轄する。
- 街道:南台街道、晋城街道
- 鎮:太平鎮、大全鎮、仙林鎮、古楼鎮、義興鎮、関文鎮、鳳鳴鎮、青獅鎮、槐樹鎮、鳴竜鎮、双鳳鎮、高院鎮、仁和鎮、多扶鎮、蓮池鎮、常林鎮
- 郷:占山郷、祥竜郷、車竜郷、東太郷、罐埡郷

## 交通
道路
高速道路
- 蘭海高速道路（広南高速道路（中国語版）を兼ねる）
- 成巴高速道路（中国語版）
- 遂西高速道路（中国語版）
- 西綿高速道路（中国語版）

国道
- G212国道

## 健康・医療・衛生
- 西充県人民医院
- 四川省西充県第二人民医院
- 西充県中医院
- 西充県婦幼保健院
- 四川省西充県衛生防疫站